# Шмит-Касегренов телескоп
Телескоп Шмит-Касегрен је тип телескопа који уједињује својства и Шмитовог и Касегреновог система. Основни оптички елементи Шмит-Касегрена су: конкавно (удубљено) примарно огледало, танко корекционо сочиво постављено у близини жиже примарног огледала, и конвексно (испупчено) секондарно огледало (често постављено на унутрашњој страни корекционог сочива) које рефлектује светлост кроз централни отвор на примару (примарном огледалу) у жижу. Закривљеност секондара (секондарног огледала) мења угао под којим конвергирају зраци рефлектовани са примара и тиме (као код обичног Касегрен система) се повећава жижна даљина телескопа док дужина тубуса телескопа остаје мала. Коректор (корекционо сочиво) даје видно поље оштрог фокуса шире него код Касегреновог система. 
Шмит-Касегрен је пример катадиоптричког система, који користе и огледала и сочива у формирању слике.